# ماركوس موسوندا
ماركوس موسوندا (بالإنجليزية: Charly Musonda)‏ هو لاعب كرة قدم زامبي في مركز الوسط، ولد في 22 أغسطس 1969 في Mufulira ‏ في زامبيا. شارك مع منتخب زامبيا لكرة القدم. أما مع النوادي، فقد لعب مع إنيرجي كوتبوس ورويال أندرلخت وسيركل بروج.

## وصلات خارجية
- ماركوس موسوندا على موقع قاعدة بيانات كرة القدم.إي يو (الإنجليزية)
- ماركوس موسوندا على موقع ناشيونال فوتبول تيمز (الإنجليزية)
- ماركوس موسوندا على موقع عالم كرة القدم.نت (الإنجليزية)
- ماركوس موسوندا على موقع أوليمبيديا (الإنجليزية)